# Olympische Sommerspiele 1900/Wasserball
Die in der französischen Hauptstadt Paris im Rahmen der Weltausstellung (Exposition Universelle et Internationale de Paris) ausgetragenen Internationalen Wettbewerbe für Leibesübungen und Sport (Concours Internationaux d’Exercices Physiques et de Sports) beinhalteten auch einen Wettbewerb im Wasserball, der Bestandteil der Olympischen Sommerspiele 1900 (Spiele der II. Olympiade) war.
Wasserball war in jener Zeit ein noch in der Entwicklung begriffener Sport, der bei den meisten Schwimmvereinen und -verbänden, mit Ausnahme des britischen Verbandes, noch keine Anerkennung als eigenständige Sportart besaß. So war es nicht verwunderlich, wenn die Mannschaften hauptsächlich aus Schwimmern bestanden, die das Wasserballspiel nur nebenbei betrieben. Das vom IOC anerkannte olympische Wasserballturnier wurde deshalb seinerzeit auch nur als eine weitere Disziplin der Schwimmwettbewerbe angesehen.

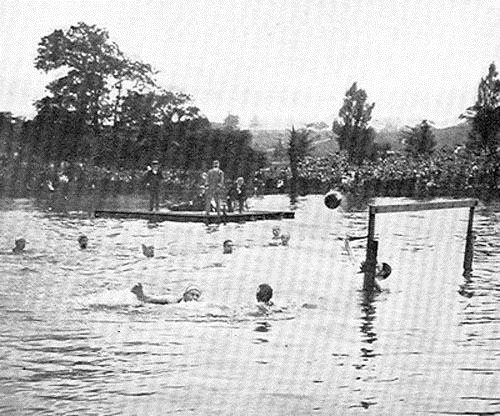
Wasserball in Paris 1900

Sämtliche Mannschaftswettbewerbe der Weltausstellung waren nicht als Nationenwertung gedacht, sondern für Vereins- oder Verbandsmannschaften ausgeschrieben, die in der Regel bei internationalen Wettbewerben das jeweilige Land vertraten, in dem der Verein oder Verband ansässig war. Es wurde dabei nicht als hinderlich angesehen, wenn in einem Verein auch Athleten anderer Nationalitäten vertreten waren. Auch das Auswechseln der Spieler war keinen klaren Regeln unterworfen, so dass die Anzahl der teilnehmenden Spieler bei den verschiedenen Teams bis heute unter Sporthistorikern umstritten ist. Das IOC hat offiziell jeder Mannschaft 7 Spieler mit Namen zugeordnet, tatsächlich waren jedoch 58 Spieler beteiligt oder zumindest gemeldet.
Entgegen den übrigen Mannschaftswettbewerben, bei denen die einzelnen Spiele als gleichwertig angesehen wurden, handelte es sich im Wasserball um ein Turnier. Es beteiligten sich 7 Teams. Sämtliche Spiele wurden an zwei Tagen, dem 11. und 12. August, im offenen Wasser in einem Flutbecken der Seine bei Asnières-sur-Seine ausgetragen.

## Bilanz

### Medaillenspiegel
| Platz  | Land                 | Silber | Bronze | Dritter | Gesamt |
| ------ | -------------------- | ------ | ------ | ------- | ------ |
| 1      | Gemischte Mannschaft | 1      | –      | –       | 1      |
| 2      | Belgien              | –      | 1      | –       | 1      |
| 3      | Frankreich           | –      | –      | 2       | 2      |
| Gesamt | Gesamt               | 1      | 1      | 2       | 4      |

### Medaillengewinner
| Platz | Land | Athleten |
| ----- | ---- | --- |
| 1     | ZZX  | Osborne Swimming Club Manchester Thomas Coe, Robert Crawshaw, William Henry, John Arthur Jarvis, Peter Kemp, Victor Lindberg, Frederick Stapleton                                           |
| 2     | BEL  | Club de Natation de Bruxelles Jean de Backer, Victor de Behr, Henri Cohen, Fernand Feyaerts, Oscar Grégoire, Albert Michant, Victor Sonnemans, Georges Romas, Guillaume Séron, Arthur Upton |
| 3     | FRA  | Libellule de Paris Thomas W. Burgess (), Jules Clévenot, Alphonse Decuyper, Louis Laufray, Henri Peslier, Auguste Pesloy, Paul Vasseur                                                      |
| 3     | FRA  | Pupilles de Neptune de Lille II Auguste Camelin, Eugène Coulon, Fardel, Kléber Fiolet, Pierre Gellé, Louis Marc, Louis Martin, Désiré Mérchez                                               |

Datum: 11.08. und 12.08.
Neben den fünf britischen Spielern, die das IOC nicht auflistet, waren noch vier weitere vom IOC nicht gelistete französische Spieler beteiligt.
19 eingesetzte Spieler (14 Franzosen, drei Deutsche und ein Brite) nahmen auch an den Schwimmwettbewerben teil. Sechs weitere Schwimmer (zwei Franzosen und vier Briten) standen ebenfalls im Aufgebot der Wasserballmannschaften, doch ist ungewiss, ob diese auch wirklich zum Einsatz kamen. Dazu zählt auch John Arthur Jarvis, der er in den Siegerlisten deshalb auch nur mit seinen zwei Siegen im Schwimmen geführt wird. Der Brite Peter Kemp und die beiden Franzosen Louis Martin und Désiré Merchez sind damit die einzigen, die offiziell in beiden Wettbewerben Medaillengewinner werden konnten.
Für den französischen Verein Pupilles de Neptune de Lille nahmen zwei Mannschaften teil, dabei wurden die Spieler Favier, Leriche und Charles Treffel in beiden Teams eingesetzt.

## Ergebnisse
|  | Viertelfinale                                     | Viertelfinale                                |                                                   |    | Halbfinale | Halbfinale |  |  | Finale | Finale |
|  |                                                   |                                              |                                                   |    |            |            |  |  |        |        |
|  | Großbritannien (Osborne Swimming Club Manchester) | 12                                           |                                                   |    |            |            |  |  |        |        |
|  | Frankreich (Tritons Lilloise)                     | 0                                            |                                                   |    |            |            |  |  |        |        |
|  | Frankreich (Tritons Lilloise)                     | 0                                            | Großbritannien (Osborne Swimming Club Manchester) | 10 |            |            |  |  |        |        |
|  |                                                   |                                              | Großbritannien (Osborne Swimming Club Manchester) | 10 |            |            |  |  |        |        |
|  |                                                   | Frankreich (Pupilles de Neptune de Lille II) | 1                                                 |    |            |            |  |  |        |        |
|  | Frankreich (Pupilles de Neptune de Lille II)      | Frankreich (Pupilles de Neptune de Lille II) | 1                                                 | 3  |            |            |  |  |        |        |
|  | Frankreich (Pupilles de Neptune de Lille II)      |                                              |                                                   | 3  |            |            |  |  |        |        |
|  | Deutsches Reich (Berliner Schwimm Club)           | 2                                            |                                                   |    |            |            |  |  |        |        |
|  |                                                   |                                              | Großbritannien (Osborne Swimming Club Manchester) | 7  |            |            |  |  |        |        |
|  |                                                   | Belgien (Club de Natation de Bruxelles)      | 2                                                 |    |            |            |  |  |        |        |
|  | Belgien (Club de Natation de Bruxelles)           | 2                                            |                                                   |    |            |            |  |  |        |        |
|  | Frankreich (Pupilles de Neptune de Lille I)       | 0                                            |                                                   |    |            |            |  |  |        |        |
|  | Frankreich (Pupilles de Neptune de Lille I)       | 0                                            | Belgien (Club de Natation de Bruxelles)           | 5  |            |            |  |  |        |        |
|  |                                                   |                                              | Belgien (Club de Natation de Bruxelles)           | 5  |            |            |  |  |        |        |
|  |                                                   | Frankreich (Libellule de Paris)              | 1                                                 |    |            |            |  |  |        |        |
|  | Frankreich (Libellule de Paris)                   | Frankreich (Libellule de Paris)              | 1                                                 |    |            |            |  |  |        |        |
|  |                                                   |                                              |                                                   |    |            |            |  |  |        |        |
|  | Freilos                                           |                                              |                                                   |    |            |            |  |  |        |        |

Niemand hatte in der Frühzeit der Olympischen Spiele an eine Nationenwertung oder einen Medaillenspiegel gedacht. Dies führt in der Regel dazu, dass Mannschaften mit Athleten unterschiedlicher Nationalität vom IOC als Gemischte Mannschaften gewertet werden. Bei der Platzierung der Wasserballmannschaft von Libellule de Paris, in dessen Reihen der Brite Thomas W. Burgess mitwirkte, hat das IOC dies jedoch unterlassen, weil man ihn fälschlicherweise als Franzosen führt. Burgess war ein bekannter Kanalschwimmer und hielt sich deshalb regelmäßig für längere Zeit in Frankreich auf und war Mitglied im besagten Pariser Schwimmclub. Es gibt durchaus Veröffentlichungen mit den historisch korrekten Fakten, entsprechend verändert stellt sich dort auch die Statistik und der Medaillenspiegel dar.